# Franz Beidler
Franz Beidler (Kaiserstuhl, 29 de març de 1872 - Múnic, 15 de gener de 1930) fou un director de orquestra suís conegut per les seves interpretacions de les òperes de Richard Wagner.
Va fer els estudis a Leipzig i a Weimar, traslladant-se el 1894 a Bayreuth per a ocupar una plaça de professor de l'escola de cant i declamació del teatre wagnerià, dirigint més tard algunes representacions en aquell teatre artístic. El 1900 es casà amb una filla de Wagner, la família del qual l'estimava molt pel relleu que sabia donar a les produccions musicals del gran mestre, les quals principals obres va dirigir a Bayreuth i en altres grans teatres europeus.
El 1908 dirigí en el Gran Teatre del Liceu de Barcelona el Tannhäuser, coincidint tots els entesos en que mai s'havia aconseguit en la ciutat comtal una interpretació tant ajustada i tant vigorosa d'aquesta obra, sobre tot pel que refereix a l'orquestra i conjunt. El mestre Beidler ocupa un lloc distingit entre els moderns directors d'orquestra alemanya, i també fou un notable pianista.